# Timpà (anatomia)

Anatomia de l'orella humana:
1: Orella externa: 4: Timpà
5: Orella mitjana: 4: Timpà, 6: Ossicles: 7: Martell, 8: Enclusa, 9: Estrep. 10: Caixa timpànica.
13: Orella interna.
Altres: 11: Os temporal, 12: Trompa d'Eustaqui.

El timpà és una membrana elàstica, semitransparent, un xic cònica i, si no hi ha cap patologia, de color gris perlat.
La seva cara externa limita el conducte auditiu extern de l'orella externa, i la seva cara interna limita la caixa timpànica de l'orella mitjana. El mànec del martell hi està adherit radialment (en la seva cara interna).
La membrana timpànica és molt fina: mesura aproximadament 8-10 mm de diàmetre i s'estira per mitjà de petits músculs.
El timpà humà es trenca amb 150 decibels, quedant-se sord.

## Parts
A partir de la posició anatòmica del melic timpànic (al centre de la membrana timpànica), es pot dividir el timpà en 4 quadrants.:
- Quadrant I: supero-anterior
- Quadrant II: infero-anterior
- Quadrant III: infero-posterior
- Quadrant IV: supero-posterior

En el Quadrant II hi trobarem el triangle semilluminós. En el Quadrant IV i I hi trobarem la part flàccida, l'única part del timpà que no es troba tensa. A la línia divisòria entre el Quadrant IV i I hi trobarem el manubri del martell.

## Funció
És fonamental en el procés de l'audició humana. La pressió de les ones sonores fa que el timpà vibri i transmeti aquesta vibració als ossicles de l'orella.
El timpà protegeix a aquests ossicles. Per exemple, sense la membrana timpànica el fet de submergir-se en l'aigua no seria possible, ja que la pressió de l'aigua trencaria aquesta cadena i impediria l'escolta (provocaria sordesa). D'aquí que les persones amb perforació de timpà utilitzin taps.